# 2009 en Suisse
Chronologie de la Suisse
- 2005
- 2006
- 2007
- 2008
- 2009
- 2010
- 2011
- 2012
- 2013

2007 par pays en Europe - 2008 par pays en Europe - 2009 par pays en Europe - 2010 par pays en Europe - 2011 par pays en Europe
2007 en Europe - 2008 en Europe - 2009 en Europe - 2010 en Europe - 2011 en Europe 

## Gouvernement au1erjanvier 2009
- Conseil fédéral[1]:
  - Hans-Rudolf Merz, (PRD/AR), président de la Confédération
  - Doris Leuthard, (PDC/AG), vice-présidente de la Confédération
  - Pascal Couchepin, (PRD/VS)
  - Micheline Calmy-Rey, (PS/GE)
  - Eveline Widmer-Schlumpf, (PBD/GR)
  - Moritz Leuenberger, (PS/ZH)
  - Ueli Maurer, (UDC/ZH)

## Événements chronologiques

### Janvier 2009
- Mardi 13 janvier 2009 : selon l'Office fédéral des migrations, le nombre de demandes d'asile a bondi à 16 606, soit une hausse de 53,1 % par rapport à 2007. L'augmentation des demandes, qui se fait sentir depuis le mois de juillet, a été particulièrement marquée en fin d'année. Les candidats à l'asile arrivent pour la majorité d'Érythrée (17,2 % du total), de Somalie, du Nigeria, d'Irak, du Kosovo et du Sri Lanka. Cette hausse serait imputable aux changements de route des migrants en provenance d'Afrique sub-saharienne, qui préfèrent traverser la Méditerranée pour rejoindre l'île italienne de Lampedusa.

- Mercredi 14 janvier 2009 : décès de l'écrivain, poète et scénariste francophone Maurice Chappaz (92 ans) à l'hôpital de Martigny (VS). Il a publié plus de 40 ouvrages depuis 1939 dont son roman de théologie-fiction l'« Évangile selon Judas ». La montagne et la nature étaient ses thèmes de prédilection et il dénonçait par la poésie les dégâts causés à l'environnement. En 1997, il a été lauréat de la Bourse Goncourt de la Poésie.

- Mercredi 21 janvier 2009 : une délégation suisse se rend en Libye pour tenter de régler la crise diplomatique qui oppose depuis six mois les deux pays depuis que l'« affaire d'Hannibal Kadhafi » a éclaté à la suite de l'arrestation à Genève du fils de Mouammar Kadhafi et de sa femme, accusés de mauvais traitements contre des domestiques et finalement relâchés.

- Jeudi 22 janvier 2009 : le Tribunal pénal fédéral, rejette un recours du Ministère public qui s'opposait à la libération du dernier membre encore en détention depuis octobre 2004 de la famille de trois ingénieurs suisses soupçonnés d'être impliqués dans une contrebande de matériel pour le programme nucléaire libyen. Ils auraient aidé la Libye à développer des centrifugeuses à gaz destinées à l'enrichissement de l'uranium entre 2001 et 2003 et auraient notamment été en contact avec le « père » de la bombe nucléaire pakistanaise. Selon des révélations de la délégation des commissions de gestion — organe parlementaire chargé de contrôler les activités liées à la sécurité de l'État —, les personnes impliquées dans l'Affaire Tinner, du nom des trois ingénieurs (père et fils) de Saint-Gall, qui auraient alimenté le réseau de contrebande nucléaire du « père » de la bombe atomique pakistanaise, Abdul Qadeer Khan, travaillaient aussi pour la CIA.

- Mardi 27 janvier 2009 : visite officielle à Berne  du premier ministre chinois Wen Jiabao.

- Mercredi 28 janvier 2009 : ouverture du 39e Forum économique mondial à Davos (GR).

- Jeudi 29 janvier 2009 : 
  - décès à Lausanne, à l’âge de 93 ans, du philosophe et historien de l’art René Berger ;
  - plus de 200 prêtres et théologiens de Suisse ont exprimé, dans une lettre ouverte à la Conférence des évêques suisses, leur désaccord avec la levée de l'excommunication de quatre évêques intégristes par le pape Benoît XVI, estimant qu'elle s'inscrivait dans une série de décisions « fortement régressives ». Les signataires ont jugé la réhabilitation de l'évêque Richard Williamson, qui a tenu des propos négationnistes, scandaleuse et hautement problématique pour les relations judéo-chrétiennes.

- Samedi 31 janvier 2009 : 
  - à Genève, la police charge plusieurs centaines des manifestants anti-Forum de Davos qui s'étaient rassemblés dans le quartier de la gare Cornavin au centre de Genève en dépit d'une interdiction. Une soixantaine de personnes ont été interpellées ;
  - une manifestation autorisée de plusieurs dizaines de personnes s'est déroulée sans incidents à Davos même, seul le périmètre du Forum économique mondial était protégé.

### Février 2009
- Mercredi 4 février 2009 : 
  - l’École polytechnique fédérale de Lausanne annonce l’ouverture d’un nouveau campus à Ras el Khaïmah, l’une des provinces des Émirats arabes unis, qui aura pour but de prodiguer des enseignements de 2e et de 3e cycles universitaires.
  - le Neuchâtelois Didier Cuche (34 ans) remporte le super-géant des championnats du monde de Val-d'Isère[2].

- Jeudi 5 février 2009 : 
  - décès à Zurich, à l’âge de 89 ans, de l’actrice suisse Anne-Marie Blanc.

- - la Suisse est touchée à son tour par le ralentissement économique mondial, enregistrant fin 2008 un taux de chômage de 3,0 %, contre 2,8 % fin 2007. Fin janvier le taux est passée à 3,3 %, 128 430 personnes étaient inscrites au chômage auprès des offices régionaux de placement.

- Dimanche 8 février 2009 : votations fédérales. Le peuple approuve, par 1 517 132 oui (59,6 %) contre 1 027 899 non (40,4 %), la reconduction de l'accord entre la Suisse et l'Union européenne sur la libre circulation des personnes, ainsi que son extension à la Bulgarie et à la Roumanie.

- Lundi 9 février 2009 : 
  - le CERN annonce le redémarrage de l'accélérateur géant de particules LHC tombé en panne quelques jours après son lancement, a été une nouvelle fois reporté et fixé à fin septembre 2009. Le Grand collisionneur de hadrons (LHC) a été arrêté le 19 septembre en raison d'un défaut sur un des aimants supraconducteurs chargés de guider les particules dans les 27 km du circuit de l'accélérateur enfoui à 100 mètres sous terre ;
  - selon la fédération ChocoSuisse, malgré le ralentissement conjoncturel mondial, les ventes de chocolat suisse ont connu  une hausse record du chiffre d'affaires en 2008, qui table cette année encore sur une croissance. En volume, les ventes ont augmenté de 2 % à 184 969 tonnes et de 9,3 % en chiffre d'affaires.

- Mardi 10 février 2009 : 
  - selon le Département fédéral des finances, la Suisse a bouclé l'année 2008 sur un déficit budgétaire de 3,6 milliards de francs suisses (2,4 milliards d'euros), notamment en raison de dépenses liées au plan de sauvetage de la banque UBS. Le budget ordinaire a été excédentaire de 7,3 milliards FS alors que le budget extraordinaire est en déficit de 11 milliards FS dont 5,9 pour renforcer le système financier. La dette du pays s'est accrue de 800 millions FS pour 121,8 milliards fin 2008.
  - le groupe chimique Ciba, passé sous contrôle de l'allemand BASF, annonce une perte d'exploitation de 564 millions de francs suisses (374 millions d'euros) contre un bénéfice de 237 millions un an plus tôt. Son chiffre d'affaires ressort en baisse de 9 % à 5,92 milliards FS (3,9 milliards d'euros). La marge d'exploitation avant restructuration se monte à 5,2 % contre 8,5 % en 2007. La perte nette est de 41 millions FS contre un bénéfice de 84 millions durant la même période de 2007.

- Vendredi 13 février 2009 : Carlo Janka gagne la médaille d'or en slalom géant des championnats du monde de Val d'Isère, son premier titre lors d'un événement majeur.

- Jeudi 19 février 2009 : 
  - le Japon et la Suisse signent un accord de libre-échange qui exemptera de droits de douane 99 % du commerce entre les deux pays. Il s'agit du premier traité de libre-échange jamais signé par le Japon avec un pays européen. Il prévoit la suppression des droits de douane, dans un délai de dix ans, sur 99 % des biens échangés entre les deux pays, notamment les produits industriels et la plupart des produits agricoles.

- Dimanche 22 février 2009 : 
  - en réaction au fait « que le Département américain de la justice ait menacé UBS de mesures unilatérales malgré la collaboration de la banque et des autorités helvétiques avec les autorités américaines », la Suisse annule en signe de protestation sa participation à une audition au Sénat américain mardi prochain au sujet des questions fiscales et d'UBS ;
  - 21e puissance économique mondiale et une des plus importantes places financières de la planète, le Département fédéral des finances (DFF) annonce que la Suisse ne figure pas sur la liste des participants au prochain G20 qui doit débattre de la crise économique en avril à Londres.

### Mars 2009
- Mardi 3 mars 2009 : 
  - élections cantonales en Valais. Arrivés en tête lors du 1er tour de scrutin, Jean-Michel Cina (PDC), Jacques Melly (PDC), Maurice Tornay (PDC), Claude Roch (PRD) et Esther Waeber Kalbermatten (PSS) sont élus tacitement au Conseil d'État. Mme Esther Waeber Kalbermatten est la première femme à accéder au Gouvernement valaisan;

- Mercredi 4 mars 2009 : le Conseil National (députés), par 128 voix contre 53, préconise le rejet de l'initiative populaire « Contre la construction de minarets », soutenu par la droite populiste.

- Dimanche 8 mars 2009 : élections cantonales à Soleure. Christian Wanner (PRD), Klaus Fischer (PDC), Peter Gomm (PSS), Esther Gassler (PRD) et Walter Straumann (PDC) sont élus au Conseil d'État lors du 1er tour de scrutin.

- Lundi 9 mars 2009 : 
  - le canton de Lucerne vient de voter la levée l'interdiction de danser certains jours fériés, après un vote serré — 51 voix pour et 50 contre. Selon cette  interdiction, datant de 1428 dans ce canton majoritairement catholique, il était interdit de  danser certains jours fériés : le vendredi saint, le dimanche de Pâques, le dimanche de Pentecôte, le jour du Jeûne fédéral, Noël et le mercredi des Cendres ;

- Jeudi 12 mars 2009 : 
  - l'OCDE déplore dans une lettre que la Suisse n'ait pas signé à ce jour « un seul accord sur l'échange d'information fiscale conforme aux standards de l'OCDE ».

- Vendredi 13 mars 2009 : le Conseil fédéral décide de reprendre les standards de l’OCDE dans le cadre de la coopération internationale contre les délits fiscaux et à abandonner la distinction entre fraude et évasion fiscale vis-à-vis de tous les pays qui le souhaitent.

- Jeudi 19 mars 2009 : le Conseil d'administration de SRG SSR idée suisse annonce le contenu de sa stratégie de convergence selon laquelle radio et télévision doivent être regroupées dans les trois régions linguistiques.

- Samedi 21 mars 2009 : le président de la banque nationale suisse, Jean-Pierre Roth, annonce ne pas s'attendre à des mesures « révolutionnaires » lors du prochain sommet du G20 à Londres, auquel la Confédération n'a pas été convié : « Je ne m'attends pas à une révolution […] la seule institution avec une légitimité internationale est le FMI […] Que la Suisse n'ait pas été invitée au sommet de G20 tient au fait que l'on refuse de voir la réalité. Le poids de la Suisse est bien plus important que sa population […] Je suis quand même étonné que les Pays Bas et l'Espagne, qui ne sont pas membres du G20, soient représentés dans la délégation ».

- Mardi 24 mars 2009 : 
  - des centaines de cabinets médicaux vaudois et genevois restent fermés durant une journée pour protester contre la baisse des tarifs de laboratoire;

### Avril 2009
Vendredi 3 avril 2009
- Le président de la Confédération et ministre des Finances, Hans-Rudolf Merz, « déplore » que la Suisse ait été placée sur la nouvelle liste grise des paradis fiscaux de l'Organisation de coopération et de développement économiques (OCDE). Il « déplore » et « désapprouve le procédé » et « les critères qui ont servi à établir la liste »[3].

 Lundi 6 avril 2009
- Le ministère des finances (DFF) annonce qu'il soupçonne le milliardaire russe Viktor Vekselberg d'avoir pris le contrôle du groupe industriel suisse Sulzer (fabrication de pompes pour raffineries) en infraction avec la réglementation boursière. Les investisseurs autrichiens Ronny Pecik et Georg Stumpf avaient cédé en 2007 leur participation dans Sulzer à la société Renova détenue par le milliardaire russe[4].

- Décès à Zurich, à l'âge de 88 ans, du journaliste et écrivain Alfred Häsler.

 Mercredi 8 avril 2009
- La Suisse annonce qu'elle allait accorder une ligne de crédit limitée dans le temps pour un montant maximal de 10 milliards de dollars (7,6 milliards d'euros) au Fonds monétaire international (FMI) pour l'aider à faire face à la crise économique mondiale, « la détérioration de la situation dans les pays en développement et émergents exige tout particulièrement une augmentation des fonds ».

 Dimanche 12 avril 2009
- Le conseiller fédéral de l'Intérieur, Pascal Couchepin développe la polémique contre l'OCDE estimant que cette organisation « ne devrait pas jouer au Gault Millau pour les bons et les mauvais États » mais plutôt remplir un rôle de « centre de recherche » afin d'étudier les « origines et les conséquences » de la crise économique mondiale. Le ministre estime que « le G20 a établi une sorte de nouveau gouvernement mondial, dans le dos de l'ONU […] le G20 a contourné tout un système mis en place depuis la fin de la Seconde guerre mondiale ».

 Lundi 13 avril 2009
- Le Prix Pritzker 2009 est décerné à l’architecte bâlois Peter Zumthor[5].
- Pour la vingt-neuvième fois de son histoire, le HC Davos devient champion de Suisse de hockey-sur-glace.

 Samedi 18 avril 2009
- Enlevé le 15 janvier par des rebelles islamistes philippins en compagnie de deux autres employés du Comité international de la Croix-Rouge (CICR), Andreas Notter est libéré sain et sauf dans la ville d’Indanan, sur l’île de Jolo.

 Dimanche 19 avril 2009
- Élection complémentaire à Obwald. Franz Enderli (Parti chrétien-social) est élu au Conseil d'État lors du 2e tour de scrutin.

 Lundi 20 avril 2009
- Ouverture à Genève de la Conférence d'examen de Durban, destinée à évaluer les progrès réalisés dans le cadre des objectifs fixés par la conférence de Durban en 2001.

 Vendredi 24 avril 2009
- Décès à Genève, à l’âge de 75 ans, de l’humoriste et comédien Bernard Haller.
- Début du Championnat du monde de hockey sur glace 2009 à Berne et Kloten.
- Vernissage, au Musée international de la Réforme à Genève, de l’exposition Une journée dans la vie de Calvin, organisée à l’occasion du Jubilé Calvin.

 Dimanche 26 avril 2009
- Élections cantonales à Neuchâtel. Jean Studer (PSS), Gisèle Ory (PSS), Frédéric Hainard (PLR), Claude Nicati (PLR) et Philippe Gnaegi (PLR) sont élus au Conseil d'État lors du 2e tour de scrutin.
- Vernissage, au Kunstmuseum de Bâle, de l’exposition Vincent van Gogh.

### Mai 2009
Vendredi 1er mai 2009
- La manifestation du 1er mai à Zurich a dégénéré. Plusieurs centaines de manifestants ont affronté pendant plusieurs heures les forces de l'ordre qui ont procédé à 83 interpellations.

Lundi 4 mai 2009
- Mise en service du contournement autoroutier au sud de la ville de Zurich. D’une longueur de 10,6 kilomètres, il relie les autoroutes A1 (Berne-Zurich –Saint-Gall), A3 (Zurich-Coire) et A4 (Zurich-Brunnen).
- L’Assemblée interjurassienne présente deux pistes pour résoudre la Question jurassienne. L’une envisage la création d’un nouveau canton composé de 6 communes, ayant la ville de Moutier pour capitale. L’autre prévoit la mise en œuvre de solutions permettant d’améliorer la situation actuelle du Jura bernois au sein du canton de Berne sans remettre en cause son appartenance cantonale.
- Valais : Signature du contrat pour la nouvelle centrale hydroélectrique de Nant de Drance d'une capacité de production de 628 mégawatts, ce qui correspond à la consommation moyenne d’électricité de plus de 600 000 foyers suisses. Ce projet est mené par le groupe énergétique suisse Alpiq, les Forces Motrices Valaisannes (FMV) et les chemins de fer fédéraux suisses CFF. Le groupe industriel français Alstom doit fournir les turbines pompes à vitesse variable et autres équipements.

Vendredi 8 mai 2009
- Le taux de chômage atteint à 3,5 %, contre 3,4 % le mois précédent, soit 136 709 personnes inscrites auprès des offices régionaux de placement.

Dimanche 10 mai 2009
- La Russie remporte le Championnat du monde de hockey sur glace à Berne.

Mercredi 13 mai 2009
- Décès à  Saint-Sulpice (VD), à l’âge de 75 ans, du footballeur Norbert Eschmann.

Jeudi 14 mai 2009
- Visite officielle du président ukrainien Viktor Iouchtchenko.

Dimanche 17 mai 2009
- Votations fédérales. Le peuple approuve, par 1 283 838 oui (67,0 %) contre 631 908 non (33,0 %), le contre-projet du Conseil fédéral sur l’article constitutionnel « Pour la prise en compte des médecines complémentaires ».
- Votations fédérales. Le peuple approuve, par 953 136 oui (50,1 %) contre 947 632 non (49,9 %), l’introduction de données biométriques enregistrées électroniquement dans le passeport suisse et dans les documents de voyage des personnes étrangères.
- Le Suisse Roger Federer bât l'Espagnol Rafael Nadal en deux sets (6-4, 6-4) en finale du tournoi de Madrid.

Mercredi 20 mai 2009
- Le FC Sion s'adjuge, pour la onzième fois de son histoire, la Coupe de Suisse de football.

Dimanche 24 mai 2009
- Le FC Zurich s'adjuge, pour la douzième fois de son histoire, le titre de champion de Suisse de football.

### Juin 2009
Mardi 2 juin 2009
- La Suisse entre officiellement en récession après un recul de 0,8 % du produit intérieur brut en 1er trimestre 2010, à la suite de deux trimestres successifs de baisse ; sur un an le recul est de 2,4 % essentiellement dû à une baisse importante des exportations.

 Samedi 6 juin 
- Festivités du 450e anniversaire de l’Université de Genève.

 Mercredi 10 juin 
- Nestlé inaugure un centre de production et de distribution Nespresso à Avenches (VD). 4,8 milliards de capsules y seront produites annuellement par 340 personnes.

 Vendredi 12 juin 
- Le conseiller fédéral Pascal Couchepin (PLR) annonce sa démission pour le 31 octobre.

- La Suisse a conclu avec la France son quatrième accord, sur 12, contre la double imposition conformément aux normes de l'OCDE, portant sur la transparence et l'échange d'information fiscale pour ne plus figurer sur la « liste grise » des paradis fiscaux.

Mercredi 17 juin 2009
- Le ministère de l'Économie annonce un troisième paquet de mesures, d'un montant total de 750 millions de francs suisses (près de 500 millions d'euros), pour faire face à la crise économique et notamment à ses conséquences sur l'emploi. Le PIB devrait se contracter de 2,7 % en 2009 et de 0,4 % en 2010. « La hausse attendue du chômage est particulièrement forte et la récession risque d'être particulièrement longue et marquée ». Le ministère table sur un taux de sans emplois de 3,7 % pour cette année, après 2,6 % en 2008. 400 millions de francs suisses seront utilisés pour lutter contre le chômage de longue durée, le chômage des jeunes et pour créer des incitations aux formations complémentaires.

 Vendredi 19 juin 
- Vernissage de l’exposition De Courbet à Picasso à la Fondation Pierre Gianadda à Martigny.

 Dimanche 21 juin 
- Le Suisse Fabian Cancellara remporte le Tour de Suisse cycliste.

 Samedi 27 juin 
- Siégeant à Séville, le Comité du patrimoine mondial de l'UNESCO classe les villes de La Chaux-de-Fonds et du Locle au Patrimoine mondial.

 Dimanche 28 juin 
- - Décès à Coppet (VD), à l’âge de 81 ans, de l’historien Jean-René Bory.

### Juillet 2009
Vendredi 3 juillet 2009 :
- Décès à l’âge de 90 ans de l’homme de radio Raymond Colbert.

Dimanche 5 juillet 2009 :
- Le Suisse Roger Federer redevient n°1 un mondial du tennis, à la suite de sa victoire à Wimbledon.

Vendredi 10 juillet 2009 :
- 500e anniversaire de la naissance de Jean Calvin, l'un des deux grands théologiens et initiateurs du protestantisme qui compte aujourd'hui quelque 600 millions de fidèles à travers le monde, toutes familles confondues.

Dimanche 12 juillet 2009 :
- Un otage suisse, Werner Greiner, enlevé le 22 janvier au Niger et détenu par Al-Qaïda au Maghreb islamique dans le nord du Mali est libéré. Selon le journal arabophone algérien El Khabar, « une rançon d'au moins trois millions d'euros » a été versée pour la libération. L'argent de la rançon a été transféré d'une banque située dans une capitale européenne vers une agence bancaire au Burkina Faso avant d'être remis à deux intermédiaires, ce que dément le Département fédéral des affaires étrangères suisse[6].

Mercredi 15 juillet 2009 :
- Décès à Genève, à l’âge de 84 ans, de l’écrivain Jean-Claude Fontanet.

### Août 2009
Samedi 1er août 
- Entrée en vigueur d’HarmoS, l'accord intercantonal sur l'harmonisation de la scolarité obligatoire. Il s'applique aux dix cantons qui y ont adhéré.

 Mardi 4 août
- Conférence du Dalaï Lama à la patinoire de Malley à Lausanne.

 Mardi 18 août 
- Décès à Zurich, à l’âge de 79 ans, de l’écrivain Hugo Loetscher.

 Mercredi 19 août 
- Au terme d’un accord signé avec le fisc américain, la banque UBS, poursuivie pour fraude fiscale aux États-Unis, doit révéler les noms de 4 450 contribuables américains soupçonnés de fraude fiscale, titulaires d'un compte auprès de l'établissement. La banque échappe à un procès et ne doit pas payer de pénalités supplémentaires.

 Lundi 31 août 
- Ouverture à Genève de la Troisième conférence mondiale sur le climat de l'Organisation météorologique mondiale.

### Septembre 2009
Mercredi 16 septembre 
- Didier Burkhalter, PLR est élu au Conseil fédéral, à la suite de la démission de Pascal Couchepin.

 Lundi 21 septembre 
- Début de la visite officielle de Dmitri Medvedev, président de la fédération de Russie.

 Mardi 22 septembre 
- Décès, à l’âge de 65 ans, du journaliste Roger de Diesbach.

 Samedi 26 septembre 
- Le cinéaste franco-polonais Roman Polanski est arrêté à son arrivée à l'aéroport de Zurich par la police et placé en détention provisoire en vue d’une extradition sur la base d’un mandat d’arrêt américain. Polanski est recherché par la justice américaine après une procédure ouverte en 1977 pour des relations sexuelles illégales avec une adolescente de 13 ans.

 Dimanche 27 septembre 
- Votations fédérales. Le peuple approuve, par 1 110 846 oui (54,5 %) contre 928 601 non (45,5 %), une hausse de la TVA pour financer l’assurance-invalidité.
- Votations fédérales. Le peuple approuve, par 1 307 071 oui (67,9 %) contre 618 740 non (32,1 %), la suppression de l'initiative générale.
- L’Australien Cadel Evans remporte le Championnat du monde de cyclisme sur route masculin à Mendrisio.

### Octobre 2009
Vendredi 9 octobre 
- Décès à Yverdon-les-Bains (VD), à l'âge de 75 ans, de l'écrivain Jacques Chessex.

 Dimanche 25 octobre 
- Inauguration de la nouvelle fosse aux ours, sur les bords de l'Aar, à Berne.

 Jeudi 29 octobre 
- Décès, à l'âge de 77 ans, de l'historien Jean-François Bergier.

### Novembre 2009
Dimanche 1er novembre
- Didier Burkhalter remplace Pascal Couchepin à la tête du Département fédéral de l'intérieur[7].

Jeudi 12 novembre 2009
- Décès à La Chaux-de-Fonds (NE), à l’âge de 80 ans, du footballeur Willy Kernen.

Dimanche 15 novembre 2009
- Élections cantonales à Genève. David Hiler (Les Verts), François Longchamp (PRD), Pierre-François Unger (PDC), Mark Muller (PLS), Charles Beer (PSS), Isabel Rochat (PLS) et Michèle Künzler (Les Verts) sont élus au Conseil d'État lors du 1er tour de scrutin.
- L’Équipe de Suisse de football des moins de 17 ans remporte la coupe du monde de football 2009.

Mercredi 25 novembre 2009
- Le cinéaste Roman Polanski est libéré sous caution de 4,5 millions de francs suisses et assigné à résidence dans son chalet de Gstaad.

Dimanche 29 novembre 2009
- Votations fédérales. Le peuple approuve, par 1 608 923 oui (65 %) contre 867 514 non (35 %), l'arrêté fédéral sur la création d’un financement spécial en faveur de tâches dans le domaine du trafic aérien.
- Votations fédérales. Le peuple rejette, par 1 797 876 non (68,2 %) contre 837 119 oui (31,8 %), l'initiative populaire « pour l'interdiction d'exporter du matériel de guerre ».
- Votations fédérales. Le peuple approuve, par 1 534 054 oui (57,5 %) contre 1 135 108 non (42,5 %), l'initiative populaire « Contre la construction de minarets ».